# Yōko Asada
Yoko Asada (浅田 葉子 Asada Yōko), es una seiyu japonesa, nacida el 23 de mayo de 1969, en la Prefectura de Hyōgo. Actualmente está afiliada a 81 Produce.

## Roles interpretados
Lista de roles interpretados durante su carrera.
Los papeles principales están en negrita.

### Anime
1996
- Detective Conan como Ishiguro (ep. 217)
- Taiho Shichauzo como Hiromi Shinohara (ep. 9)

1997
- Kyuumei Senshi Nanosaver como Kei.
- Pokémon como Botan.

1998
- Karekano como profesora de música (ep. 14)
- Serial Experiments Lain como Alice Mizuki.
- Weiß Kreuz como Midori Hazuki (ep. 20)

1999
- D4 Princess como Aino Nozomi.
- Gregory Horror Show como Roulette Boy.
- Ippatsu Kiki Musume como Linda.

2001
- Digimon Tamers como D-Reaper; Juri Katō.
- Kokoro Library como Raika Mizumoto (ep. 10)

2002
- Digimon Frontier como Plotmon.

2004
- Kyō Kara Maō! como Rose.

2005
- ARIA como Akiko Hoshino (ep. 12, 13)

2006
- Koi suru Tenshi Angelique ~ Kokoro no Mezameru Toki ~ como Queen of Seijuu.

2007
- Koi suru Tenshi Angelique ~ Kagayaki no Ashita ~ como Queen/Angelique Collet.

### OVA
- Alice in Cyberland como Alice
- Angelique: Seichi Yori Ai o Komete como Angelique Collet.
- Angelique: Shiroi Tsubasa no Memoir como Angelique Collet.
- Cool Devices como Cat Girl (Operation 3); Marino Ohkura (Operation 6); Minako (Operation 10).
- Dokyusei 2 Special: Sotsugyousei como Sakurako Sugimoto.
- Dragon Knight: The Wheel of Time como Natasha.
- Ex-Driver como Lorna Endou.
- Golden Boy como Ayuko (Joven).
- My Dear Marie como Mari.
- Mystery of the Necronomicon como Asuka Kashiwagi.
- Ninja Cadets como Inaba.
- Parade Parade como Kaori Shiine.
- Tournament of the Gods: Title Match como Plumerock (ep. 2); Recepcionista (ep. 1)
- Wild Cardz como Casa Clover.

### Películas
- Digimon Tamers Movie 6: The Runaway Digimon Express como Juri Katō.
- Ex-Driver como Lorna Endou.

### Videojuegos
- Langrisser IV como Selena.
- Langrisser V: The End Of Legend como Selena.
- Lunar: Silver Star Story como Mia Ausa.
- Samurai Shodown Warriors Rage como Rinka Yoshino.
- True Love Story 2 como Kaori Nakazato.